# قائمة القتلة المتسلسلين بحسب أعداد الضحايا
القاتل المتسلسل هو عادة شخص يقتل ثلاثة أشخاص أو أكثر في حدثين منفصلين أو أكثر على مدى فترة من الزمن لأسباب نفسية في المقام الأول.  هناك فجوات زمنية بين عمليات القتل والتي قد تتراوح من بضعة أيام إلى شهور أو إلى سنوات عديدة. تظهر هذه القائمة القتلة المتسلسلين من القرن العشرين إلى يومنا هذا حسب عدد الضحايا. في العديد من الحالات لا يُعرف العدد الدقيق لضحايا القاتل متسلسل، وحتى إذا أدين هذا الشخص بالقليل، فقد يكون هناك احتمال أن قتل أكثر من العدد الذي أدين به.
يصعب تنظيم وترتيب عمليات القتل التسلسلي بسبب الطبيعة المعقدة للقتلة المتسللين والمعرفة غير الكاملة للحجم الكامل لجرائم االقاتل المتعددة. لمعالجة هذا، تم وضع فئات متعددة من أجل وصف طبيعة جرائم القتل التسلسلي بشكل أكثر دقة. هذا ليس انعكاساً للرتبة الإجمالية للفرد، والتي قد تختلف أو لا تختلف اعتمادًا على الرأي الشخصي فيما يتعلق بطبيعة وظروف جرائمهم. يشير العمود الرابع في الجدول إلى عدد الضحايا الذين تم لتأكيد كونهم ضحايا لهذا القاتل المتسلسل بالتحديد، وبالتالي فإن الجدول مرتب حسب هذا الرقم. يوضح العمود الخامس عدد الضحايا المحتملين الذين يرجح أن يكون قد تم قتلهم بواسطة القاتل. بعض هذه الجرائم لم يتم حلها، ولكن تم تضمينها بعد التأكد من أنها من عمل قاتل متسلسل، على الرغم من عدم القبض على أحد.
لا تتضمن هذه القائمة بالضرورة مجرمي الحرب أو أعضاء الحكومات المتهمين بجرائم الإبادة.

## القتلة المتسلسلون الذين لديهم أكبر عدد معروف من الضحايا
أكثر قاتل متسلسل حديث مدان بجرائم قتل هو هارولد شيبمان، متهم ب 218 جريمة قتل مثبتة وربما يصل العدد إلى 250. وباستثناء هؤلاء «المهنيين الطبيين والمهنيين الطبيين الزائفين» بقدرتهم على القتل ببساطة وفي مرمى البصر، ومجموعات وأزواج القتلة المتسلسلين، فإن هذه القائمة هي عبارة عن مجموعة القتلة المتسللين الحديثين الذين لديهم حاليًا أعلى عدد جرائم يمكن التحقق منها.
| الإسم                      | البلد                                         | سنوات النشاط     | ضحايا مؤكدون | ضحايا محتملون |
| -------------------------- | --------------------------------------------- | ---------------- | ------------ | ------------- |
| لويس جارافيتو              | كولومبيا فنزويلا                              | 1992 - 1999      | 138          | 172–300+      |
| بيدرو لوبيز (قاتل متسلسل)  | كولومبيا                                      | 1590 - 1979      | 110          | 300+          |
| جافد إقبال                 | باكستان                                       | 1998 - 1999      | 100          | 100           |
| ميكائيل بوبكوف             | روسيا                                         | 1992 - 2010      | 78           | 81            |
| دانيال كامارغو باربوسا     | كولومبيا (مزعومة)                             | 1974 - 1986      | 72           | 180           |
| بيدرو رودريغيز فيلهو       | البرازيل                                      | 1967 - 2003      | 71           | 100+          |
| كامباتمار شانكاريا         | الهند                                         | 1977 - 1978      | 70           | 70+           |
| يانغ شينهاي                | الصين                                         | 2000 - 2003      | 67           | 67            |
| أندريه شكاتيلو             | الإتحاد السوفيتي                              | 1978 - 1990      | 53           | 56            |
| آنا لي أونوبرينكو          | الإتحاد السوفيتي                              | 1989 - 1996      | 52           | 52+           |
| صموئيل ليتل                | الولايات المتحدة                              | 1970 - 2005      | 50           | 93            |
| فلوريسفالدو دي أوليفيرا    | البرازيل                                      | 1982             | 50           | 50+           |
| ويلي بيك إن                | كندا                                          | 1983 - 2002      | 49           | 49            |
| غاري ريدجواي               | الولايات المتحدة                              | 1982 - 2000      | 49           | 71–90+        |
| ألكسندر بيتشوشكين          | روسيا                                         | 1992 - 2006      | 48           | 60            |
| وانغ تشيانغ                | الصين                                         | 1995 - 2003      | 45           | 60+           |
| أحمد سوراجي                | إندونيسيا                                     | 1986 - 1997      | 42           | 70–80+        |
| رامان راغاف                | الهند                                         | 1965 - 1968      | 41           | 41            |
| تياغو هنريكي غوميز دا روشا | البرازيل                                      | 2011 - 2014      | 39           | ~39           |
| موسى سيثول                 | جنوب إفريقيا                                  | 1994 - 1995      | 38           | 38+           |
| سيرهي تكاش                 | الإتحاد السوفيتي                              | 1984 - 2005      | 36           | 80–100        |
| جينادي ميكاسفيتش           | الإتحاد السوفيتي                              | 1971 - 1985      | 36           | 43–55+        |
| الحاج محمد مسفيوي          | المغرب                                        | 1906 and earlier | 36           | 36+           |
| فيرا رنزي                  | رومانيا يوغوسلافيا هنغاريا (مزعومة)           | 1920 - 1930      | 35           | ~35           |
| تيد باندي                  | الولايات المتحدة                              | 1974 - 1978      | 35           | 36+           |
| كليمنتين بارنابت           | الولايات المتحدة                              | 1911             | 35           | 35            |
| جون واين جاسي              | الولايات المتحدة                              | 1972 - 1978      | 33           | 34+           |
| علي أصغر بروجردي           | الإمبراطورية العثمانية العراق الدولة البهلوية | 1907 - 1934      | 33           | 33            |
| فاسيلي كوماروف             | الإتحاد السوفيتي                              | 1921 - 1923      | 33           | 33            |
| فاسيلي كوماروف             | المكسيك                                       | 1982 - 1999      | 33           | 100+          |
| التوربيني                  | مصر                                           | 1999 - 2006      | 32           | 32+           |
| مهووس الفولغا              | روسيا                                         | 2011 - 2012      | 32           | 32            |

|  |  |  |  |
|  |  |  |  |
|  |  |  |  |

## القتلة المتسلسلون من 15 إلى 30 ضحية
يحتوي هذا الجزء من القائمة على جميع القتلة المتسلسلين مع 15 إلى 30 ضحية مثبتة تصرفوا بمفردهم ولم يكونوا من المهنيين الطبيين أو القتلة المتعاقدين.
| الإسم                                  | البلد                                | سنوات النشاط  | ضحايا مؤكدون | ضحايا محتملون |
| -------------------------------------- | ------------------------------------ | ------------- | ------------ | ------------- |
| كارل دنكي                              | الإمبراطورية الألمانية ألمانيا       | 1900 - 1924   | 30           | 42+           |
| فرانشيسكو داس تشاجاس رودريغيز دي بريتو | البرازيل                             | 1989 - 2003   | 30           | 42            |
| لويس جريجوريو راميريز مايستر           | كولومبيا                             | 2010 - 2013   | 30           | 30            |
| ديفيد ثابو سيميلان                     | سوازيلاند                            | 2000 - 2001   | 28           | 45            |
| تشانغ يون                              | الصين                                | 1993 - 2000   | 28           | 28            |
| سيدريك ماكي                            | جنوب إفريقيا                         | 1996 - 1997   | 27           | 35+           |
| مريم سولاكيوتيس                        | اليونان                              | 1939 - 1951   | 27           | 27+           |
| بروس جورج بيتر لي                      | المملكة المتحدة                      | 1973 - 1979   | 26           | 26            |
| الرجل الحجري                           | الهند                                | 1985 - 1989   | 25           | 25+           |
| خوان كورونا                            | الولايات المتحدة                     | 1971          | 25           | 25+           |
| فريتز هارمان                           | ألمانيا                              | 1918 - 1924   | 24           | 27+           |
| بيلا كيس                               | المجر                                | 1912 - 1916   | 24           | 24+           |
| ماجد سالك محمدي                        | إيران                                | 1981 - 1985   | 24           | 24            |
| إيفان كيلر                             | فرنسا (مشكوك بها) سويسرا (مشكوك بها) | 1989 - 2006   | 23           | 150           |
| رونالد دومينيك                         | الولايات المتحدة                     | 1997 - 2006   | 23           | 23+           |
| خوان فرناندو هيرموسا                   | الإكوادور                            | 1991 - 1992   | 23           | 23            |
| إيرل نيلسون                            | الولايات المتحدة                     | 1926 - 1927   | 22           | 25            |
| ميخائيل نوفوسيولوف                     | الإتحاد السوفيتي                     | 1977 - 1995   | 22           | 22            |
| مانويل أوكتافيو برموديز                | كولومبيا                             | 1999 - 2003   | 21           | 50+           |
| باتريك كيرني                           | الولايات المتحدة                     | 1965 - 1977   | 21           | 43+           |
| وليام بونين                            | الولايات المتحدة                     | 1979 - 1980   | 21           | 36+           |
| فاسيلي كاتشوك                          | رومانيا                              | 1917 - 1935   | 21           | 26+           |
| يو يونغ تشول                           | كوريا الجنوبية                       | 2003 - 2004   | 21           | 26            |
| فرانسيسكو غيريرو بيريز                 | المكسيك                              | 1880 - 1908   | 21           | 21            |
| عبدالله شاه                            | أفغانستان                            | 1990s         | 20           | 20+           |
| خوسيه باز بيزيرا                       | البرازيل                             | 1960s - 1970s | 20           | 20+           |
| بوليلاني مابايى                        | جنوب إفريقيا                         | 2007 - 2012   | 20           | 20            |
| موهان كومار                            | الهند                                | 2005 - 2009   | 20           | 20            |
| ألكسندر سبيسيفتسيف                     | روسيا                                | 1991 - 1996   | 19           | 82+           |
| لاري إيلر                              | الولايات المتحدة                     | 1982 - 1984   | 19           | 23+           |
| سوريندر كولي                           | الهند                                | 2005 - 2006   | 19           | 30+           |
| إل سيكوباتا                            | كوستاريكا                            | 1986 - 1996   | 19           | 19+           |
| سيرجي رياخوفسكي                        | الإتحاد السوفيتي                     | 1988 - 1993   | 19           | 19+           |
| يفجيني تشوبلينسكي                      | روسيا                                | 1998 - 2006   | 19           | 19+           |
| إم. جايشانكار                          | الهند                                | 2008 - 2011   | 19           | 19+           |
| أنسيس كاوبنز                           | لاتفيا                               | 1920 - 1926   | 19           | 19            |
| فاديم ارشوف                            | روسيا                                | 1992 - 1995   | 19           | 19            |
| فيلافي إندلجماندلا                     | جنوب إفريقيا                         | 1998          | 19           | 19            |
| ياغوز يابجولو                          | تركيا                                | 1994 - 2002   | 18+          | 40+           |
| بول جون نولز                           | الولايات المتحدة                     | 1974          | 18           | 35+           |
| تيري بولينس                            | فرنسا                                | 1984 - 1987   | 18           | 21            |
| راندال وودفيلد                         | الولايات المتحدة                     | 1979 - 1981   | 18           | 44            |
| أوميش ريدي                             | الهند                                | 1996 - 2002   | 18           | 18+           |
| كريستوفر مهلينجوا زيكود                | جنوب إفريقيا                         | 1994 - 1995   | 18           | 18+           |
| أساندي بانينزي                         | جنوب إفريقيا                         | 2001          | 18           | 18            |
| هوانغ يونغ                             | الصين                                | 2001 - 2003   | 17           | 25            |
| بيدرو بابلو ناكادا لودينا              | بيرو                                 | 2005 - 2006   | 17           | 25            |
| داربارا سينغ                           | الهند                                | 2004          | 17           | 23            |
| سيرجي دوفجينكو                         | أوكرانيا                             | 1992 - 2002   | 17           | 19            |
| دوناتو بيلانسيا                        | إيطاليا                              | 1997 - 1998   | 17           | 17            |
| إيرينا جايداماشوك                      | روسيا                                | 2002 - 2010   | 17           | 17            |
| جيفري دامر                             | 🇺🇸 الولايات المتحدة                  |               | 17           |               |
| راندي ستيفن كرافت                      | الولايات المتحدة                     | 1971 - 1983   | 16           | 65–67         |
| محمد بيجه                              | إيران                                | 2004          | 16           | 20            |
| ميشيل فورنيريت                         | فرنسا                                | 1987 - 2001   | 16           | 19            |
| سيبو أغماتير ثوالا                     | جنوب إفريقيا                         | 1996 - 1997   | 16           | 19            |
| سعيد هناي                              | إيران                                | 2000 - 2001   | 16           | 19            |
| جيفري داهمر                            | الولايات المتحدة                     | 1978 - 1991   | 16           | 17            |
| خوسيه أنطونيو رودريغيز فيغا            | إسبانيا                              | 1987 - 1988   | 16           | 16+           |
| إلياس سيتافودزي                        | جنوب أفريقيا                         | 1950s         | 16           | 16            |
| جيمي ماكيتا                            | جنوب إفريقيا                         | 2005          | 16           | 16            |
| جاك موغالي                             | جنوب إفريقيا                         | 2008 - 2009   | 16           | 16            |
| روبرت لي ياتيس                         | الولايات المتحدة                     | 1975 - 1998   | 16           | 16            |
| كارول كول                              | الولايات المتحدة                     | 1948 - 1980   | 16           | 16            |
| تشارلز راي هاتشر                       | الولايات المتحدة                     | 1969 - 1982   | 16           | 16            |
| يوري إيفانوف                           | الإتحاد السوفيتي                     | 1974 - 1987   | 16           | 16            |
| فلاديمير ميرجورود                      | روسيا                                | 2003 - 2004   | 16           | 16            |
| لي تشون جاي                            | كوريا الجنوبية                       | 1986 - 1994   | 16           |               |
| دوراغل فارغاس                          | فنزويلا                              | 1997 - 1999   | 15           |               |
| رافيندر كومار                          | الهند                                | 2008 - 2015   | 15           | 30+           |
| طاعن أتلانتا                           | الولايات المتحدة                     | 1911          | 15           | 21            |
| روبرت هانسن                            | الولايات المتحدة                     | 1980 - 1983   | 15           | 21            |
| أنجيل ماتورينو ريسينديز                | الولايات المتحدة                     | 1986 - 1999   | 15           | 18            |
| تشيستر تورنر                           | الولايات المتحدة                     | 1987 - 1998   | 15           | 15+           |
| إليفاسي مسومي                          | جنوب أفريقيا                         | 1950s - 1956  | 15           | 15            |
| فلورنسيو فرنانديز                      | الأرجنتين                            | 1950s         | 15           | 15            |
| باي باوشان                             | الصين                                | 1983 - 1997   | 15           | 15            |
| ماوريتسيو مينغيلا                      | إيطاليا                              | 1978 - 2001   | 15           | 15            |
| ألكسندر لابوتكين                       | الإتحاد السوفيتي                     | 1933 - 1935   | 15           | 15            |

## القتلة المتسلسلون من 5 إلى 14 ضحايا مثبتة
يحتوي هذا الجزء من القائمة على جميع القتلة المتسللين من خمسة إلى أربعة عشر ضحية مثبتة والذين تصرفوا بمفردهم ولم يكونوا من المهنيين الطبيين أو القتلة المتعاقدين.
| الإسم                      | البلد                                                                   | سنوات النشاط      | ضحايا مؤكدون | ضحايا محتملون |
| -------------------------- | ----------------------------------------------------------------------- | ----------------- | ------------ | ------------- |
| كارل يوجين واتس            | الولايات المتحدة                                                        | 1974 - 1982       | 14           | 80+           |
| فيليب تيورين               | الإتحاد السوفيتي                                                        | 1945 - 1946       | 14           | 29            |
| زددزيسلاو ماركويكي         | بولندا                                                                  | 1964 - 1970       | 14           | 21+           |
| وحش فلورنسا                | إيطاليا                                                                 | 1968 - 1985       | 14           | 16            |
| يواكيم كرول                | ألمانيا الغربية                                                         | 1955 - 1976       | 14           |               |
| آرثر شوكروس                | الولايات المتحدة                                                        | 1972 - 1989       | 14           |               |
| ذا دودلر                   | الولايات المتحدة                                                        | 1974 - 1975       | 14           |               |
| مارسيلو كوستا دي أندرادي   | البرازيل                                                                | 1991              | 14           |               |
| خوليو بيريز سيلفا          | تشيلي                                                                   | 1998 - 2001       | 14           |               |
| سيرجي شيبيلوف              | روسيا                                                                   | 1995 - 1999       | 14           |               |
| عبد الفتاح زمانوف          | روسيا                                                                   | 2002 - 2004       | 14           |               |
| جينغ نام جيوايو            | كوريا الجنوبية                                                          | 2004 - 2006       | 14           |               |
| أمير القيوم                | باكستان                                                                 | 2005              | 14           |               |
| جاك بيرد                   | الولايات المتحدة                                                        | 1930s - 1947      | 13           | 44            |
| بيللي غوينيس               | الولايات المتحدة                                                        | 1900? - 1908?     | 13           | 40+           |
| قاتل كليفلاند              | الولايات المتحدة                                                        | 1934 - 1938       | 13           | 40+           |
| كاسبارس بتروفس             | لاتفيا                                                                  | 2003              | 13           | 38+           |
| ريتشارد راميريز            | الولايات المتحدة                                                        | 1984 - 1985       | 13           | 20            |
| القاتل النعسان الأجوف      | جنوب أفريقيا                                                            | 1990s - 2007      | 13           | 16+           |
| بيتر ساتكليف               | المملكة المتحدة                                                         | 1975 - 1980       | 13           | 15            |
| فرانسيسكو أنيو لوريانا     | الأرجنتين                                                               | 1974 - 1975       | 13           | 13+           |
| تمارا سامسونوفا.           | روسيا                                                                   | 1995 - 2015       | 13           | 13+           |
| هربرت مولين                | الولايات المتحدة                                                        | 1972 - 1973       | 13           |               |
| خانق بوستون                | الولايات المتحدة                                                        | 1962 - 1964       | 13           |               |
| لورينزو جيليارد            | الولايات المتحدة                                                        | 1977 - 1993       | 13           |               |
| فلاديمير إس. روسينكو       | الإتحاد السوفيتي                                                        | 1978 - 1981       | 13           |               |
| فاسيلي كوليك               | الإتحاد السوفيتي                                                        | 1984 - 1986       | 13           |               |
| نيكولاي دودين              | الإتحاد السوفيتي                                                        | 1987 - 2002       | 13           |               |
| دينيس بيشيكوف              | روسيا                                                                   | 2002 - 2003       | 13           |               |
| نيكولاي شوبين              | روسيا                                                                   | 2004 - 2006       | 13           |               |
| يوهانس ماشيان              | جنوب أفريقيا                                                            | 1982 - 1989       | 13           |               |
| موكوسي فريدي مولودزي       | جنوب أفريقيا                                                            | 1990 - 2006       | 13           |               |
| ثوزاميل تقي                | جنوب إفريقيا                                                            | 2007              | 13           |               |
| مجنون القوس قزح            | البرازيل                                                                | 2007 - 2008       | 13           |               |
| ناصر داميرجي               | تونس                                                                    | 1980s - 1988      | 13           |               |
| أدولف سيفيلدت              | الإمبراطورية الألمانية                                                  | 1908 - 1935       | 12           | 100           |
| دونالد هنري جاسكينز        | الولايات المتحدة                                                        | 1953 - 1982       | 12           | 31–80+        |
| ويليام سوف                 | الولايات المتحدة                                                        | 1986 - 1992       | 12           | 22            |
| فلاديمير رومانوف           | الإتحاد السوفيتي                                                        | 1991 - 2005       | 12           | 20            |
| ماوري ترافيس               | الولايات المتحدة                                                        | 2000 - 2002       | 12           | 17            |
| دينيس نيلسن                | المملكة المتحدة                                                         | 1978 - 1983       | 12           | 15–16         |
| كينيث بيانكي               | الولايات المتحدة                                                        | 1977 - 1978       | 12           | 15            |
| تشارلز سوبراج              | تايلاند                                                                 | 1975 - 1976       | 12           | 13            |
| عبد الله الحبال            | اليمن                                                                   | 1990 - 1998       | 12           |               |
| نيكولاي شيستاكوف           | الإتحاد السوفيتي                                                        | 1975              | 12           |               |
| آنا لي صديق                | روسيا                                                                   | 1998 - 2003       | 12           |               |
| جوزيف كريس-بير             | الولايات المتحدة                                                        | 1980 - 1981       | 12           |               |
| قاتل "الباراكوات"          | اليابان                                                                 | 1985              | 12           |               |
| إنريكيتا مارتي             | أسبانيا                                                                 | c.1900 - 1912     | 12           | غير معروف     |
| هيرب باومستر               | الولايات المتحدة                                                        | 1990 - 1996       | 11–16        | 25+           |
| جون بونتينغ                | أستراليا                                                                | 1992 - 1999       | 11           |               |
| سيرجي جولوفكين             | الإتحاد السوفيتي                                                        | 1986 - 1992       | 11           | 40+           |
| خوانا بارازا               | المكسيك                                                                 | late 1990s - 2006 | 11           | 29–49         |
| تشانغ يونغ مينغ            | الصين                                                                   | 2008 - 2012       | 11           | 17–20         |
| جاك انترويجير              | النمسا                                                                  | 1974 - 1992       | 11           | 15            |
| فون غرينوود                | الولايات المتحدة                                                        | 1964 - 1975       | 11           | 13            |
| بنيامين أتكينز             | الولايات المتحدة                                                        | 1991 - 1992       | 11           |               |
| ناني دوس                   | الولايات المتحدة                                                        | 1927 - 1954       | 11           |               |
| كليفورد أولسون             | كندا                                                                    | 1980 - 1981       | 11           |               |
| هنري ديزيري لاندرو         | فرنسا                                                                   | 1915 - 1919       | 11           | غير معروف     |
| قاتل غرب ميسا              | الولايات المتحدة                                                        | 2003 - 2005       | 11           |               |
| أنتوني سويل                | الولايات المتحدة                                                        | 2007 - 2009       | 11           | غير معروف     |
| أندريه كروفورد             | الولايات المتحدة                                                        | 1993 - 1999       | 11           |               |
| فرانسيسكو غارسيا إسكاليرو  | إسبانيا                                                                 | 1987 - 1994       | 11           |               |
| روبليدو بوش                | الأرجنتين                                                               | 1971              | 11           |               |
| عدنان كولاك                | تركيا                                                                   | 1992 - 1995       | 11           |               |
| سيساكو ناكامورا            | اليابان                                                                 | 1938 - 1942       | 11           |               |
| فيري إدهم                  | إندونيسيا                                                               | 2008 and earlier  | 11           |               |
| فرانسيسكو دي أسيس بيريرا   | البرازيل                                                                | 1997 - 1998       | 11           |               |
| روشو خا                    | بنغلاديش                                                                | 2008              | 11           |               |
| جاو تشينغيونج              | الصين                                                                   | 1998 - 2002       | 11           |               |
| ماري الكسندر بيكر          | بلجيكا                                                                  | 1933 - 1936       | 11           |               |
| رسلان خماروف               | أوكرانيا                                                                | 2000 - 2003       | 11           |               |
| يفغيني بتروف               | روسيا                                                                   | 1998 - 2003       | 11           |               |
| رودولف بليل                | ألمانيا الغربية                                                         | 1946 - 1947       | 10           | 25            |
| ميل إن جونسون              | الولايات المتحدة                                                        | 1983              | 10           | 17            |
| قاتل لونغ آيلاند المتسلسل  | الولايات المتحدة                                                        | 1996 - 2011       | 10           | 14            |
| دانيال لي سيبرت            | الولايات المتحدة                                                        | 1979 - 1986       | 10           | 13            |
| جوزيف جيمس دي أنجيلو       | الولايات المتحدة                                                        | 1979 - 1986       | 12           |               |
| لوني ديفيد فرانكلين جونيور | الولايات المتحدة                                                        | 1985 - 2007       | 10           | 25            |
| سيرجي شيرني                | روسيا                                                                   | 1999              | 10           | 11            |
| بوبي جو لونغ               | الولايات المتحدة                                                        | 1984              | 10           | 10+           |
| ستيوارت ويلكن              | جنوب أفريقيا                                                            | 1990 - 1997       | 10           | 10+           |
| ديفيد رانديتشيني           | جنوب إفريقيا                                                            | 2004 - 2008       | 10           | 10+           |
| إدموند كيمبر               | الولايات المتحدة                                                        | 1964 - 1973       | 10           |               |
| دينيس رايدر                | الولايات المتحدة                                                        | 1974 - 2004       | 10           |               |
| علي كايا                   | تركيا                                                                   | 1997 - present    | 10           |               |
| روبرت فاغنر                | أستراليا                                                                | 1992 - 1999       | 10           |               |
| جين ويبر                   | فرنسا                                                                   | 1905 - 1908       | 10           |               |
| هنري لويس والاس            | الولايات المتحدة                                                        | 1990 - 1994       | 10           |               |
| أنجيلو بونو جونيور         | الولايات المتحدة                                                        | 1977 - 1979       | 10           |               |
| ساتيش                      | الهند                                                                   | 1995 - 1998       | 10           |               |
| تشو كيهوا                  | الصين                                                                   | 2004 - 2012       | 10           |               |
| كانغ هو سون                | كوريا الجنوبية                                                          | 2006 - 2008       | 10           |               |
| إدوارد شيميكوف             | روسيا                                                                   | 1996 - 1998       | 10           |               |
| أوليغ كوزنتسوف             | الإتحاد السوفيتي                                                        | 1991 - 1992       | 10           |               |
| ستانيسلاف روجوليف          | الإتحاد السوفيتي                                                        | 1980 - 1982       | 10           |               |
| فولكر إيكيرت               | ألمانيا الغربية (مشكوك بها) إيطاليا (مشكوك بها)                         | 1974 - 2006       | 9–13         | 19+           |
| لويس فان شور               | جنوب أفريقيا                                                            | 1986 - 1989       | 9            | 100           |
| بيتر كورتين                | الإمبراطورية الألمانية                                                  | 1913 - 1930       | 9            | 79            |
| روجر ديل ستافورد           | الولايات المتحدة                                                        | 1974 - 1978       | 9            | 34            |
| نورمان افضال سيمونز        | جنوب أفريقيا                                                            | 1986 - 1994       | 9            | 22            |
| فرانسيس هيولم              | فرنسا                                                                   | 1984 - 1992       | 9            | 20            |
| جويل ريفكين                | الولايات المتحدة                                                        | 1989 - 1993       | 9            | 17            |
| داجمار أوفربي              | الدنمارك                                                                | 1913 - 1920       | 9            | 15            |
| كينيث مكدوف                | الولايات المتحدة                                                        | 1966 - 1992       | 9            | 14+           |
| روبرت جوزيف سيلفيا جونيور  | الولايات المتحدة                                                        | 1981 - 1996       | 9            | 14+           |
| ريتشارد بيجينوالد          | الولايات المتحدة                                                        | 1958 - 1983       | 9            | 11+           |
| ألكسندر بيشكوف             | روسيا                                                                   | 2009 - 2012       | 9            | 11            |
| قاتل طريق نيو بيدفورد      | الولايات المتحدة                                                        | 1988 - 1989       | 9            | 11            |
| آرون سوسيدو                | الولايات المتحدة                                                        | 2015 - 2016       | 9            | 11            |
| فيك أر فوكين               | روسيا                                                                   | 1996 - 2000       | 9            | 10+           |
| قاتل مقاطعة إدجكومب        | الولايات المتحدة                                                        | 2000s             | 9            | 10            |
| جوزيف بول فرانكلين         | الولايات المتحدة                                                        | 1977 - 1980       | 8–15         | 20            |
| يوشيو كوديرا               | الصين                                                                   | 1928? - 1946      | 8–11+        | غير معروف     |
| كيث هانتر جيسبيرسون        | الولايات المتحدة                                                        | 1990 - 1995       | 8            | 160           |
| رودني ألكالا               | الولايات المتحدة                                                        | 1971 - 1979       | 8            | 130+          |
| كيوتاكا كاتسوتا            | اليابان                                                                 | 1982 - 1983       | 8            | 22            |
| بيير شانال                 | فرنسا                                                                   | 1980 - 1988       | 8            | 17            |
| كريستوفر وايلدر            | الولايات المتحدة                                                        | 1984              | 8            | 13+           |
| رجل الفأس بنيو أورليانز    | الولايات المتحدة                                                        | 1918 - 1919       | 8            | 12+           |
| فلاديمير ريتونسكي          | روسيا                                                                   | 1990 - 1996       | 8            | 12            |
| جيلبرت بول جوردان          | كندا                                                                    | 1965 - 1987       | 8            | 10            |
| نيكولاي دزوماجالييف        | الإتحاد السوفيتي                                                        | 1980 and earlier  | 7            | 50–100        |
| مانويد ديلجادو فيليغاس     | أسبانيا (حسب الادعاء) إيطاليا (حسب الادعاء)                             | 1964 - 1971       | 7            | 48            |
| إرشاد سيكدر                | بنغلاديش                                                                | 1991 - 1999       | 7            | 43+           |
| إيفان ميلات                | أستراليا                                                                | 1990s             | 7            | 23–37         |
| مايكل واين ماكجراي         | كندا                                                                    | 1980s - 2010s     | 7            | 18            |
| كينيث إريسكن               | المملكة المتحدة                                                         | 1986              | 7            | 11            |
| ديفيد كاربنتر              | الولايات المتحدة                                                        | 1979 - 1981       | 7            | 11            |
| فلاديمير كوزمين            | روسيا                                                                   | 1997              | 7            | 11            |
| بروس ماكارثر               | كندا                                                                    | 2008 - 2017       | 7            | 10–100        |
| تومي ريكو                  | فرنسا                                                                   | 1960 - 1980       | 7            | 10            |
| قاتل مومسات أوهايو         | الولايات المتحدة                                                        | 1981 - 2004       | 7            | 10            |
| ديريك تود لي               | الولايات المتحدة                                                        | 2002              | 7            | 10            |
| ديفيد بيركوفيتش            | كولومبيا                                                                | 2002 - 2018       | 7            | 10            |
| ديفيد بيركوفيتش            | الولايات المتحدة                                                        | 1976 - 1977       | 6            |               |
| تومي لين سيلز              | الولايات المتحدة                                                        | 1980 - 1999       | 6            | 70?           |
| فلادسلاف مازوركيففيتش      | بولندا                                                                  | 1950s             | 6            | 30            |
| غونغ رانبو                 | الصين                                                                   | 2005 - 2006       | 6            | 20+           |
| كريستوفر تشافيز كويلار     | كولومبيا                                                                | 1990s - 2015      | 6            | 15+           |
| أندراس باندي               | بلجيكا                                                                  | 1986 - 1990       | 6            | 14+           |
| جون واين غلوفر             | أستراليا                                                                | 1989 - 1990       | 6            | 13            |
| ألكسندر سيرجييتشيك         | بيلاروسيا                                                               | 2000 - 2006       | 6            | 12            |
| أدريان أرويو جاتيريز       | كوستاريكا                                                               | 2014 - 2015       | 6            | 11            |
| جوزيف ناسو                 | الولايات المتحدة                                                        | 1977 - 1994       | 6            | 10            |
| تيري بيدر راسموسن          | الولايات المتحدة                                                        | 1978 - 2002       | 6            | 6+            |
| ريتشارد كوتينجهام          | الولايات المتحدة                                                        | 1977 - 1980       | 5            | 85–100        |
| زودياك السفاح              | الولايات المتحدة                                                        | 1962 - 1977       | 5            | 37            |
| جون فلويد توماس جونيور     | الولايات المتحدة                                                        | 1957 - 2009       | 5            | 17–25         |
| كارل بانزرام               | الولايات المتحدة[[أنغولا البرتغالية\|]][[البرتغال\|]] أنغولا البرتغالية | 1915 - 1929       | 5            | 22            |
| ستيف رايت                  | المملكة المتحدة                                                         | 2006              | 5            | 5–22          |
| مايكل بيري                 | سويسرا (مشكوك بها) إيطاليا (مشكوك بها)                                  | 1981 - 1987       | 5            | 11            |
| هوبرت بيلكيك               | تشيكوسلوفاكيا                                                           | 1948 - 1951       | 5            | 10+           |
| توماس ديلون                | الولايات المتحدة                                                        | 1989 - 1992       | 5            |               |
| جو ميثيني                  | الولايات المتحدة                                                        | 1976 - 1996       | 5            | 10            |

## قتلة متسلسلون بأقل من 5 ضحايا مؤكدين
يحتوي هذا الجزء من القائمة على جميع القتلة المتسللين مع أقل من خمسة ضحايا ثبت أنهم تصرفوا بمفردهم ولم يكونوا من المهنيين الطبيين أو القتلة المتعاقدين.
| الإسم               | البلد                                                                                            | سنوات النشاط      | الضحايا المؤكدين | الضحايا المحتملين | ملاحظات |
| تشارلي براندت       | الولايات المتحدة الأمريكية                                                                       | 1971 إلى 2004     | 4                | 29                | انتحر شنقاً بعد قتل زوجته وابنة أخته. كما تم قطع رأس ابنه أخته ونزعها بطريقة مشابهة لـ 26 جريمة قتل للنساء لم يتم حلها في فلوريدا بدءًا من عام 1973 وهو العام الذي انتقل فيه براندت إلى الولاية، واعتبر براندت في وقت لاحق الجاني في واحدة من هذه الجرائم، بسبب تشابهه القوي مع المشتبه به الذي تم تصويره بواسطة كاميرا مرور بالقرب من المكان الذي تم فيه العثور على جثة واحدة. لا يمكن ربطه رسمياً بالجرائم الأخرى بسبب نقص الأدلة. وفي السابق عندما كان عمره 13 عامًا في عام 1971 حاول قتل عائلته بأكملها بمسدس دون سبب واضح. توفيت والدته (التي كانت حاملاً) في هذا الهجوم، لكن والده نجا وهربت أخته. |
| روبرت بلاك          | المملكة المتحدة أيرلندا (مشكوك فيها) ألمانيا (مشكوك فيها) هولندا (مشكوك فيها) فرنسا (مشكوك فيها) | 1981 إلى 1986     | 4                | 18+               | أدين باختطاف واغتصاب وقتل أربع فتيات تتراوح أعمارهن بين 5 و 11 سنوات. مشتبه به في جرائم قتل أطفال سابقة في المملكة المتحدة ودول أوروبية أخرى. توفي قبل أسابيع من اتهامه بقتل طفل خامس. |
| ماكس جوفلر          | النمسا                                                                                           | 1946 إلى 1958     | 4                | 18                | سمم وأغرق أربع سيدات، ولكن يشتبه في قتل 18 كمجموع. |
| إرنستو بيتشيوني     | مملكة ايطاليا إيطاليا                                                                            | عام 1949 وما قبله | 4                | 16                | القتلى كانوا من الذين اقتربوا من منزله؛ توفي من السكتة القلبية في عام 1967. |
| بايكوني             | إندونيسيا                                                                                        | 1993 إلى 2010     | 4                | 14                | متحرش بالأطفال اغتصب وقتل الصبية الصغار؛ حكم عليه في البداية بالسجن مدى الحياة، لكنه تغير إلى عقوبة الإعدام. |
| إيغور تشيرنات       | الاتحاد السوفياتي                                                                                | 1985 إلى 1986     | 4                | 13                | يُعرف بـ "الروح الشريرة لكاوكارفي"؛ جندي أوكراني اغتصب وقتل النساء في كامنكا وباع أغراضهم المسروقة بعد ذلك؛ أعدم في 1987. |
| ريكي لي غرين        | الولايات المتحدة الأمريكية                                                                       | 1985 إلى 1986     | 4                | 12                | التائه ثنائي الجنس الذي قتل الناس الذين التقى بهم في الحانات. ساعدته زوجته في اثنتين من جرائم القتل؛ أعدم في عام 1997. |
| روبرت هيكس موراي    | المملكة المتحدة                                                                                  | 1912 وما قبله     | 4                | 11+               | المتشدد الذي قتل زوجته وأطفاله الثلاثة في انتحر؛ وكشف بعد وفاته أنه قتل زوجاته السابقات أيضًا. |
| دالين باوندز        | الولايات المتحدة الأمريكية                                                                       | 1999              | 4                | 4+                | قتل مدير راديو شاك وبائع زهور في أماكن عملهم. ثم قتل اثنين من معارفه قبل أخذ اثنين آخرين كرهائن وانتحر. متهم في جرائم قتل إضافية في شمال غرب المحيط الهادئ. |
| ستيفين بورت         | المملكة المتحدة                                                                                  | 2014 إلى 2015     | 4                | 4+                | التقى بورت الملقب بـ "The Grindr Killer"، بضحاياه عبر الشبكات الاجتماعية للمثليين عبر الإنترنت. استخدم حمض غاما-هيدروكسي بوتريك (GHB)، وهو دواء اغتصاب في التاريخ، يضيفه إلى المشروبات المقدمة لضحاياه، ويغتصبهم، ويقتل أربعة منهم في شقته في باركينغ، شرق لندن. |
| روبرت مودسلي        | المملكة المتحدة                                                                                  | 1974 إلى 1978     | 4                | 4                 | حُكم عليه بالسجن مدى الحياة بدون إفراج مشروط في عام 1974 لقتله رجلاً أظهر له صوراً لأطفال صغار اعتدى عليهم جنسياً. وفي وقت لاحق، قتل طفل آخر من مرتكبي الجرائم الجنسية ضد الأطفال في مستشفى برودمور شديد الحراسة واثنين آخرين، بما في ذلك طفل مرتكب جريمة جنسية، في السجن. محتجز في الحبس الانفرادي منذ عام 1983. |
| تيد كاتشينسكي       | الولايات المتحدة الأمريكية                                                                       | 1978 إلى 1996     | 3                | 3                 | الإرهابي المحلي والمفجر المتسلسل المعروف باسم "مفجر يونا"، كان كاتشينسكي مسؤولاً عن أكثر من 24 تفجيرًا للجامعات وتفجير طائرة واحدة من 1978 إلى 1996، بررها كاتشينسكي بفلسفته بأن التقدم التكنولوجي سيدمر البشرية. ألقي القبض عليه في عام 1996 بسبب اعتراف شقيقه ديفيد، مسجون حاليا في فلورنسا. |
| ريتشارد كوكلينسكي   | الولايات المتحدة الأمريكية                                                                       | 1948 إلى 1986     | 3                | 100–250           | قاتل مستأجر معروف باسم "رجل الثلج"، يعتقد أنه قتل ليس فقط كقاتل مستأجر ولكن أيضا بمبادرة منه. |
| روبرت بن رودز       | الولايات المتحدة الأمريكية                                                                       | 1989 إلى 1990     | 3                | 50+               | أدين بقتل ثلاث نساء في تكساس وإلينوي بين عامي 1989 و 1990. حكم عليه بالسجن مدى الحياة. |
| بيتر توبين          | المملكة المتحدة                                                                                  | 1991 إلى 2006     | 3                | 48                | من المعروف أن المغتصب الاسكتلندي والقاتل المتسلسل قتل ثلاث شابات على الأقل. أيضا مشتبه به في جرائم القتل التي ارتكبت في غلاسكو خلال أواخر الستينيات. |
| بيدرو باديلا فلوريس | المكسيك                                                                                          | 1986              | 3                | 30                | قتل ثلاث نساء عام 1986 ؛ هرب إلى الولايات المتحدة ولكن أعيد القبض عليه ورحل إلى المكسيك؛ المشتبه به الرئيسي في جرائم القتل في سيوداد خواريز. |
| بيلي جليز           | الولايات المتحدة الأمريكية                                                                       | 1986 إلى 1987     | 3                | 20+               | المعروف باسم "سكين الجزار بيلي". أدين القاتل باغتصاب وقتل ثلاث عاهرات أمريكيات في منيابولس في عامي 1986 و 1987. |
| بيرثا جيفورد        | الولايات المتحدة الأمريكية                                                                       | 1909 إلى 1928     | 3                | 17                | ثبت عدم إدانته بسبب جنون، تسبب في ثلاثة حالات تسمم بالزرنيخ ويشتبه في 14 حالة قتل أخرى، معظمهم من الأطفال في ميزوري. |
| برنهارد بريجان      |                                                                                                  | 1947 إلى 1952     | 3                | 16                | قتل النساء بالقرب من الطرق السريعة. اعترف بما مجموعه 16 جريمة قتل. |
| ستيفن جريفيث        | المملكة المتحدة                                                                                  | 2009 إلى 2010     | 3                | 14                | المعروف أنه قتل ثلاثة عاهرات، لكنه يدعي أنه قتل 14 ليهزم "يوركشاير الممزق" بيتر ساتكليف. أطلق على نفسه لقب "Crossbow Cannibal" حيث قتل ضحاياه بمطرقة ونشاب وأكل بعد ذلك أجزاء منهم. |
| كوس هيرتوغس         | هولندا                                                                                           | 1979 إلى 1980     | 3                | 12                | لقاتل متسلسل هولندي أدين باختطاف ثلاث فتيات وتعذيبهن واغتصابهن وقتلهن. يشتبه في مقتل من ثلاث إلى تسع فتيات وشابات أخريات في السبعينيات. |
| تشيساكو كاكي        | اليابان                                                                                          | 2007 إلى 2013     | 3                | 10                | سممت زوجها ورجلين آخرين حتى الموت، لكنها مشتبهه في سبع وفيات أخرى؛ حكم عليها بالإعدام. |
| دوروثيا بوينتي      | الولايات المتحدة الأمريكية                                                                       | 1982 إلى 1988     | 3                | 9-25              | ملكت منزلًا في ساكرامنتو حيث سممت المستأجرين ودفنتهم في الفناء من أجل سرقة شيكات الضمان الاجتماعي الخاصة بهم. |
| باتريك ماكاي        | المملكة المتحدة                                                                                  | 1973 إلى 1975     | 3                | 12                | المشتبه به في 12 جريمة قتل عنيفة خلال عمليات السطو، متهم بخمسة أشخاص وأدين بثلاثة. تفاخر بأنه قتل 11 شخصا. في السجن مدى الحياة. |
| ليوناردا سيانتشولي  | مملكة ايطاليا                                                                                    | 1939 إلى 1940     | 3                | -                 | استشهاد ثلاث سيدات في بلدة كوريجيو، ريجيو إميليا، وحولوا أجسادهم إلى صابون وكعك. |
| ألبرت فيش           | الولايات المتحدة الأمريكية                                                                       | 1924 إلى 1932     | 3                | 9-100 +           | قاتل متسلسل أمريكي ومغتصب طفل اعترف بثلاث جرائم قتل أدين وحكم عليها بالإعدام. |

## المهنيين الطبيين والمهنيين الطبيين المزيفين
| اسم                 | بلد                                                                          | سنوات النشاط      | ضحايا مؤكدون | ضحايا محتملون | ملاحظات |
| تشارلي براندت       | الولايات المتحدة الأمريكية                                                   | 1971 إلى 2004     | 4            | 29            | انتحر شنقاً بعد قتل زوجته وابنة أخته. كما تم قطع رأس هذا الأخير وتم نزعه بطريقة مشابهة بقوة لـ 26 جريمة قتل للنساء لم يتم حلها في فلوريدا، بدءًا من عام 1973، وهو العام الذي انتقل فيه براندت إلى الولاية. واعتبر براندت في وقت لاحق الجاني في واحدة من هذه الجرائم، بسبب تشابهه القوي مع المشتبه به الذي تم تصويره بواسطة كاميرا مرور بالقرب من المكان الذي تم فيه العثور على جثة واحدة. لا يمكن ربطه رسمياً بالجرائم الأخرى بسبب نقص الأدلة. في السابق، عندما كان عمره 13 عامًا في عام 1971، حاول قتل عائلته بأكملها بمسدس، دون سبب واضح. توفيت والدته (التي كانت حاملاً) في هذا الهجوم، لكن والده نجا وهربت أخته. |
| روبرت بلاك          | المملكة المتحدة أيرلندا (مشتبه) ألمانيا (مشتبه) هولندا (مشتبه) فرنسا (مشتبه) | 1981 إلى 1986     | 4            | 18+           | أدين باختطاف واغتصاب وقتل أربع فتيات تتراوح أعمارهن بين خمس سنوات و 11. مشتبه به في جرائم قتل أطفال سابقة في المملكة المتحدة ودول أوروبية أخرى. توفي قبل أسابيع من اتهامه بقتل طفل خامس. |
| ماكس جوفلر          | النمسا                                                                       | 1946 إلى 1958     | 4            | 18            | تسمم وغرق أربع سيدات، ولكن يشتبه في قتل 18 في المجموع. |
| إرنستو بيتشيوني     | مملكة ايطاليا إيطاليا                                                        | عام 1949 وما قبله | 4            | 16            | القتلى الذين اقتربوا من منزله؛ توفي من السكتة القلبية في عام 1967. |
| بايكوني             | إندونيسيا                                                                    | 1993 إلى 2010     | 4            | 14            | المتحرش بالأطفال الذي اغتصب وقتل الصبية الصغار؛ حكم عليه في البداية بالسجن مدى الحياة، لكنه تغير إلى عقوبة الإعدام. |
| إيغور تشيرنات       | الاتحاد السوفياتي                                                            | 1985 إلى 1986     | 4            | 13            | يُعرف بـ "الروح الشريرة لكاوكارفي"؛ جندي أوكراني اغتصب وقتل النساء في كامينكا وبيع أغراضهم المسروقة بعد ذلك؛ أعدم 1987. |
| ريكي لي غرين        | الولايات المتحدة الأمريكية                                                   | 1985 إلى 1986     | 4            | 12            | التائه ثنائي الجنس الذي قتل الناس الذين التقى بهم في الحانات. ساعدت زوجته في اثنتين من جرائم القتل؛ أعدم في عام 1997. |
| روبرت هيكس موراي    | المملكة المتحدة                                                              | 1912 وما قبله     | 4            | 11+           | المتشدد الذي قتل زوجته وأطفاله الثلاثة في انتحار قتل؛ وكشفت بعد وفاتها أنها قتلت زوجاتها السابقة أيضًا. |
| دالين باوندز        | الولايات المتحدة الأمريكية                                                   | 1999              | 4            | 4+            | قتل مدير راديو شاك، وبائع زهور في أماكن عملهم. ثم قتل اثنين من معارفه قبل أخذ اثنين آخرين كرهائن وانتحر. يشتبه في جرائم قتل إضافية في شمال غرب المحيط الهادئ. |
| ستيفين بورت         | المملكة المتحدة                                                              | 2014 إلى 2015     | 4            | 4+            | التقى بورت الملقب بـ "سفاح جريندر"، بضحاياه عبر الشبكات الاجتماعية للمثليين عبر الإنترنت. استخدم حمض غاما-هيدروكسي بوتريك، وهو دواء اغتصاب في التاريخ، يضيفه إلى المشروبات المقدمة لضحاياه، ويغتصبهم، ويقتل أربعة منهم في شقته في باركينغ، شرق لندن. |
| روبرت مودسلي        | المملكة المتحدة                                                              | 1974 إلى 1978     | 4            | 4             | حُكم عليه بالسجن مدى الحياة بدون إفراج مشروط في عام 1974 لقتله رجلاً أظهر له صوراً لأطفال صغار اعتدى عليهم جنسياً. وفي وقت لاحق، قتل طفل آخر من مرتكبي الجرائم الجنسية ضد الأطفال في مستشفى برودمور شديد الحراسة واثنين آخرين، بما في ذلك طفل مرتكب جريمة جنسية، في السجن. محتجز في الحبس الانفرادي منذ عام 1983. |
| تيد كاتشينسكي       | الولايات المتحدة الأمريكية                                                   | 1978 إلى 1996     | 3            | 3             | الإرهابي المحلي والمفجر التسلسلي المعروف باسم "المفجر"، كان كاتشينسكي مسؤولاً عن أكثر من 24 تفجيرًا للجامعات وتفجير طائرة واحدة من 1978 إلى 1996، بررها كاتشينسكي بفلسفته بأن التقدم التكنولوجي سيدمر البشرية. ألقي القبض عليه في عام 1996 بسبب اعتراف شقيقه ديفيد ببيان المجهول آنذاك بعنوان: المجتمع الصناعي ومستقبله> مسجون حاليا في فلورنسا. |
| ريتشارد كوكلينسكي   | الولايات المتحدة الأمريكية                                                   | 1948 إلى 1986     | 3            | 100–250       | قاتل مستأجر للتوظيف المعروف باسم "رجل الثلج"، يعتقد أنه قتل ليس فقط كقاتل ولكن أيضا بمبادرة منه. |
| روبرت بن رودز       | الولايات المتحدة الأمريكية                                                   | 1989 إلى 1990     | 3            | 50+           | أدين بقتل ثلاث نساء في تكساس وإلينوي بين عامي 1989 و 1990. حكم عليه بالسجن مدى الحياة. |
| بيتر توبين          | المملكة المتحدة                                                              | 1991 إلى 2006     | 3            | 48            | من المعروف أن المغتصب الاسكتلندي والقاتل المتسلسل قتلوا ثلاث شابات على الأقل. أيضا مشتبه به في جون الكتاب المقدس جرائم القتل التي ارتكبت في غلاسكو خلال أواخر الستينيات. |
| بيدرو باديلا فلوريس | المكسيك                                                                      | 1986              | 3            | 30            | قتل ثلاث نساء عام 1986 ؛ هربوا إلى الولايات المتحدة ولكن أعيد القبض عليهم ورحلوا إلى المكسيك؛ المشتبه به الرئيسي في جرائم القتل في سيوداد خواريز. |
| بيلي جليز           | الولايات المتحدة الأمريكية                                                   | 1986 إلى 1987     | 3            | 20+           | المعروف باسم "سكين الجزار بيلي". أدين القاتل باغتصاب وقتل ثلاث عاهرات أمريكيات أصليات في منيابولس في عامي 1986 و 1987. |
| بيرثا جيفورد        | الولايات المتحدة الأمريكية                                                   | 1909 إلى 1928     | 3            | 17            | ثبت عدم إدانته بسبب جنون ثلاثة حالات تسمم بالزرنيخ ويشتبه في 14 حالة قتل أخرى، معظمهم من الأطفال، في ميزوري. |
| برنهارد بريجان      | ألمانيا المحتلة من قبل الحلفاء المانيا الغربية                               | 1947 إلى 1952     | 3            | 16            | قتل النساء بالقرب من الطرق السريعة. اعترف بما مجموعه 16 جريمة قتل. |
| ستيفن جريفيث        | المملكة المتحدة                                                              | 2009 إلى 2010     | 3            | 14            | المعروف أنه قتل ثلاثة عاهرات، لكنه يدعي أنه قتل 14 ليهزم "يوركشاير الممزق" بيتر ساتكليف. أطلق على نفسه لقب "Crossbow Cannibal" حيث قتل ضحاياه بمطرقة ونشاب وأكل بعد ذلك أجزاء منهم. |
| Koos Hertogs        | هولندا                                                                       | 1979 إلى 1980     | 3            | 12            | أدين قاتل متسلسل هولندي باختطاف ثلاث فتيات وتعذيبهن واغتصابهن وقتلهن. يشتبه في مقتل ثلاث إلى تسع فتيات وشابات أخرى في السبعينيات. |
| تشيساكو كاكي        | اليابان                                                                      | 2007 إلى 2013     | 3            | 10            | سممت زوجها ورجلين آخرين حتى الموت، لكنها اشتبهت في سبع وفيات أخرى؛ حكم عليه بالإعدام. |
| دوروثيا بوينتي      | الولايات المتحدة الأمريكية                                                   | 1982 إلى 1988     | 3            | 9-25          | ركضت منزلًا في ساكرامنتو حيث سممت المستأجرين ودفنتهم في الفناء من أجل سرقة شيكات الضمان الاجتماعي الخاصة بهم. |
| باتريك ماكاي        | المملكة المتحدة                                                              | 1973 إلى 1975     | 3            | 12            | المشتبه به في 12 جريمة قتل عنيفة خلال عمليات السطو، متهم بخمسة أشخاص وأدين بثلاثة. تفاخر بأنه قتل 11 شخصا. في السجن مدى الحياة. |
| ليوناردا سيانتشولي  | مملكة ايطاليا                                                                | 1939 إلى 1940     | 3            | -             | استشهاد ثلاث سيدات في بلدة كوريجيو، ريجيو إميليا، وحولوا أجسادهم إلى صابون وكعك. |
| ألبرت فيش           | الولايات المتحدة الأمريكية                                                   | 1924 إلى 1932     | 3            | 9-100 +       | قاتل متسلسل أمريكي ومغتصب طفل اعترف بثلاث جرائم قتل أدين وحكم عليها بالإعدام. |

## القتلة المتسلسلون من الأزواج والمجموعات
| اسم                                         | بلد                        | سنوات النشاط      | ثبت الضحايا | الضحايا المحتملين | ملاحظات |
| منظمة القتل                                 | الولايات المتحدة الأمريكية | 1920 إلى 1940     | 400         | 1000+             | شركة القتل، كان مشروعًا إجراميًا كبيرًا لمجموعات قتل صغيرة كانت تُعرف مجتمعةً باسم شركة القتل. ألبرت "ماد هاتر" أناستاسيا والمقربين منه، كانت المنظمة مسؤولة عن اغتيال الشهود الرئيسيين في وقت مبكر من أنشطة كوسا نوستر، وذلك لجعلهم "يختفون" وكسر القضية ضد العصابات الرئيسية كلما ذهبوا إلى المحاكمة. في عام 1941 تم الكشف عن المجموعة من قبل عضو سابق ثم توقفت عن الوجود.                                                                        |
| خاتم السم فيلادلفيا                         | الولايات المتحدة الأمريكية | 1931 إلى 1938     | 114         |                   | عصابة 16 التي سممت المهاجرين الإيطاليين بالزرنيخ من أجل جمعها للتأمينات على الحياة. تم إعدام القاد، أبناء العم هيرمان وبول بيتريلو بالكرسي ااكهربائي في عام 1941 بينما حكم على الباقين بالسجن مدى الحياة. |
| دلفينا وماريا دي خيسوس غونزاليس             | المكسيك                    | 1955 إلى 1964     | 91+         |                   | شقيقتان كانتا تديران بيت دعارة في المكسيك، وظّفتا العديد من المومسات وقتلتن 80 منهم على الأقل بعد أن اعتبرن عديمات الجدوى خلال فترة 10 سنوات. كما قتلوا 11 رجلاً. ربما عمل أربعة من الأخوات، وحكم عليهن بالسجن 40 عاما. يختلف عدد الجثث بسبب العمل المشترك للأخوات لأنه من المستحيل تعيينهم بشكل فردي. |
| بينج مياوجي، ودينج يونجيا، وسو شياو بينغ    | الصين                      | 1998 إلى 1999     | 77          | 84                | الفرار إلى مقاطعات شنشي وجيانغسو وآنهوي وخنان و 21 مقاطعة ومدينة 33 قرية إدارية؛ خلال 38 عملية سطو، قتل 77 شخصا، وأصيب ثلاثة آخرون بجروح خطيرة. |
| ديفيد أفيندنيو بالينا وأتباعه               | المكسيك                    | 1997 إلى 2007     | 70          | 70                | عصابة خادم الجنس الذين سرقوا عملاءهم ثم قاموا بتسميمهم؛ القائد بالينا اعتقل في عام 2008. |
| ملاك صناع ناغريف                            | هنغاريا                    | 1911 إلى 1929     | 50          | 300+              | 26 امرأة تسمم أزواجهن (أحيانا والديهن وعشاقهن وأطفالهن) مع الزرنيخ جاري التحويل إلى قابلة جوليا فازيكاس وشريكتها سوزي أولاه. |
| لونغ زيمين ويان شوشيا                       | الصين                      | 1983 إلى 1985     | 48          | 48+               | وقتل القرويون بمقاطعة شنشي وانغ شو القرويان لونغ زيمين ويان شوشيا في المنزل 48 شخصا. |
| بيان كوانغ وفو شينيوان ولوه ليانشون         | الصين                      | 2001 إلى 2002     | 41          |                   | القيام ب51 حالة قتل وسرقة واغتصاب وقتل 41 شخصا. قتل بيان كوانغ بنفسه 39 شخصا. |
| عصابة راينو سكافسكي                         | روسيا                      | 2006 إلى 2007     | 37          |                   | عصابة عنصرية من حليقي الرأس بقيادة أرتور رينو وبافل سكاتشفسكي، الذين قتلوا أشخاصًا من أعراق أو خلفيات غير أوروبي؛ حكم على كل منهما بالسجن لمدة 10 سنوات. |
| عصابة أمازون                                | روسيا                      | 2003 إلى 2013     | 30          |                   | عائلة اللصوص والقتلة المتسلسلون، بقيادة الوالدين إنيسا تارفيرديفا ورومان بودكوبايف. |
| دين كورل، ديفيد أوين بروكس وإلمر واين هينلي | الولايات المتحدة الأمريكية | 1970 إلى 1973     | 28          | 29+               | قتل كورل المعروف باسم "كاندي مان" ما لا يقل عن 28 من المراهقين والشباب في هيوستن بين 1970 و 1973. ثم قتل كورل برصاص أحد الشريكين المتواطئين الذي جنده لمساعدته في اختطاف الضحايا في 8 أغسطس 1973. هذا الشريك هو إلمر واين هينلي، أبلغ الشرطة بجرائم القتل يوم قتل كورل. |
| قتلة برابانت                                | بلجيكا فرنسا               | 1982 إلى 1985     | 28          | 40+               | عصابة تتكون من ما لا يقل عن ثلاثة لصوص عنيفين للغاية، لم يتم التعرف على أي منهم أو القبض عليهم. ازدادت شهوة دمائهم بشكل كبير في السنة الأخيرة من نشاطهم، عندما بدأوا في إطلاق النار على المارة قبل السطو، بما في ذلك الأطفال، دون سبب واضح. البعض لديه روابط نظرية عملية غلاديو. |
| أدولفو كونستانزو وسارة الدريت               | المكسيك                    | 1987؟ حتى 1989    | 25+         |                   | ينتمان لطائفة دينية تقدم الرجال كذبائح بشرية ويعملان كعصابة لتهريب المخدرات |
| شانكيل بوتشرز                               | المملكة المتحدة            | 1975 إلى 1982     | 23          | 23+               | عصابة بقيادة ليني ميرفيالذي قتل الناس في هجمات طائفية. |
| فيكتور ساينكو وإيجور سوبرونيوك              | أوكرانيا                   | 2007              | 21          |                   | "المجانين دنيبروبيتروفسك". زوجان يبلغان من العمر 19 عامً، هاجما المارة وقتلهما على مدى أقل من شهر أثناء قيامهم بالمشي. سجلا مقاطع فيديو لبعض جرائم القتل، بما في ذلك جريمة تسربت لاحقًا إلى الإنترنت. |
| مارسيلو دي جيسوس سيلفا وفريق موته           | البرازيل                   | ؟؟؟ حتى عام 2010؟ | 20+         |                   | رجل برازيلي أدين بـ 20 تهمة بالقتل والسرقة وتهريب المخدرات. كان يبلغ ارتفاعه 1.28 م، قتل في عام 2010 من قبل المتاجرين المنافسين. |
| وانغ زونغفانغ ووانغ زونغوي                  | الصين                      | 1983              | 19          |                   | قتل جنود باستخدام أسلحة مختلفة في ثلاث محافظات. أعدم عام 1983. |
| أنيسيو فريرا دي سوسا وأتباعه                | البرازيل                   | 1989 إلى 1992     | 19          |                   | جماعة شيطانية اختطفت وشوهت وضحت بالأطفال في البرازيل. القائد هو فيريرا دي سوزا، أدين بالسجن 77 عاما لارتكابه أربع جرائم قتل ومحاولة اغتيال. |
| طاقم التمزيق                                | الولايات المتحدة الأمريكية | 1981 إلى 1982     | 18          |                   | اختطفت النساء، ومعظمهن من البغايا، ثم اغتصبوهن وعذبوهن وقتلوهن في شيكاغو، إلينوي. |
| جون ألين محمد ولي بويد مالفو                | الولايات المتحدة الأمريكية | 2002              | 17          |                   | قتلا سبعة اشخاص من فبراير إلى سبتمبر 2002 و 10 في هجمات قناص بيلتواي أكتوبر 2002. تم إعدام محمد في عام 2009، وحكم على مالفو بالسجن مدى الحياة. |
| فلاديسلاف فولكوفيتش وفولوديمير كوندراتينكو  | أوكرانيا                   | 1991 إلى 1997     | 16          | 20+               | متهمان باقتل الرجال المشردين والسائقين بمجموعة متنوعة من الأسلحة. |
| ملائكة الموت                                | الولايات المتحدة الأمريكية | 1973 إلى 1974     | 16          |                   | أربعة أمريكيين من أصل أفريقي قتلوا 16 من البيض وجرحوا نحو ثمانية وعشرة في سان فرانسيسكو. |
| ملائكة الموت لينز                           | النمسا                     | 1983 إلى 1989     | 15          | 49-200 +          | المعروفة باسم "ملائكة الموت لينز"؛ كانت والترود فاجنر، وإيرين ليدولف، وستيفانيجا ماير، وماريا غروبر ممرضات في مستشفى لاينز العام في فيينا الذين اعترفوا بقتل 49 مريضاً. |
| عمال النظافة                                | روسيا                      | 2014 إلى 2015     | 15          | 15+               | عصابة النازيين الجدد، بقيادة بافل فويتوف وإلينا لوباتشيفا، الذين قتلوا المتشردين السكارى والمتسولين؛ حكم على فويتوف بالسجن مدى الحياة ولوباتشيفا بالسجن لمدة 13 سنة. |
| فريد ويست وروزماري ويست                     | المملكة المتحدة            | 1967 إلى 1987     | 12          | 20                | استهدفا بشكل رئيسي الشابات ولكن تم إدانتهما أيضًا بقتل ابنتهما. كما أديناا باغتصاب ابنة أخرى. دفنا الضحايا حول منزلهما والمنطقة المحلية غلوستر. قبل وقت قصير من انتحاره عام في 1995 قال فريد ويست إن هناك المزيد من الضحايا. |
| بريلي براذرز                                | الولايات المتحدة الأمريكية | 1971 إلى 1979     | 12          |                   | ثلاثة إخوة وشريك مسؤولون عن 12 جريمة قتل في السبعينات في ريتشموند، فرجينيا. |
| ميلوني براذرز                               | زامبيا                     | 2007 إلى 2013     | 12          |                   | ثلاثة إخوة قتلوا 12 شخصًا على الأقل في الفترة من 2007 إلى 2013 وقتلا في جيش زامبيا سلاح الكوماندوز في عام 2013. |
| ليونارد ليك وتشارلز نغ                      | الولايات المتحدة الأمريكية | 1982 إلى 1985     | 11          | 25                | استخدما النساء المختطفات كعبيد للجنس، ثم قتلاهما، مع أي رجال ونساء وأطفال اعترضوا طريقهما. انتحر ليك عند القبض عليه، لكن نج أدين لاحقًا بقتل 11 شخصً. بين عامي 1982 و 1985 يعتقد أن ليك ونغ اختطفوا وقتلوا ما يصل إلى 25 ضحية، كما يتضح من الرفات البشرية التي تم العثور عليها في مزرعة ليك كاليفورنيا. |
| شين تشانجين وشين تشانغ بينغ                 | الصين                      | 1999 إلى 2004     | 11          |                   | أدينا بقتل 11 مومس. |
| بولاتباي بردالييف وعبد السلام أورمانوف      | أوزبكستان كازاخستان        | 2011 إلى 2012     | 11          |                   | النساء اللواتي يتعرضن للسرقة والسطو والقتل على طول الطرق المقفرة ؛ كلاهما حكم عليهما بالسجن مدى الحياة في كلا البلدين. |
| فولفجانج هابيل وماركو فورلان                | إيطاليا ألمانيا هولندا     | 1977 إلى 1984     | 10          | 27                | الضحايا، الذين تم اختيارهم بشكل عشوائي وقتلوا بطرق مختلفة، تم العثور عليهم بجوار رسائل مكتوبة باللغة الإيطالية، ووقعوا على "لودفيغ" وتحتوي على النازيالصور، التي أعطت سببًا لارتكاب الجريمة. تم القبض على هابيل وفورلان في كاستيجليون ديل ستيفيير أثناء غمر مرقص مزدحم بالبنزين وحكم عليه في عام 1987 بالسجن 30 عامًا لجميع الجرائم (تم تخفيضه لاحقًا إلى 27).                                                                                    |
| خوان كارلوس هيرنانديز وباتريشيا مارتينيز    | المكسيك                    | 2012 إلى 2018     | 10          | 20                | المعروف باسم "وحوش إيكاتيبيك"؛ الزوجان اللذان اغتصبوا وقتلوا وأكلوا النساء. |
| جوشي أبهيانكار القتلة المتسلسلون            | الهند                      | 1976 إلى 1977     | 10          |                   | أربعة بيون الفن التجاري الطلاب (راجندرا جاككال، وديليب سوتار، وشانتارام كانهوجي جاجتاب، وموناوار هارون شاه) الذين اقتحموا منازل وشركات عشوائية وخنقهم ب نايلونحبل. أُعدم شنقاً عام 1983. |
| جيرالد وتشارلين جاليجو                      | الولايات المتحدة الأمريكية | 1978 إلى 1980     | 10          |                   | قتل 10 ضحايا في سكرامنتو، كاليفورنيا. توفي جيرالد جاليجو بسبب السرطان قبل تنفيذ حكم الإعدام. تم إصدار شارلين جاليجو في يوليو 1997. |
| المرضى النفسيين فينيا ديل مار               | تشيلي                      | 1980 إلى 1981     | 10          |                   | ارتكب خورخي ساغريدو وكارلوس توب 10 جرائم قتل وأربع جرائم اغتصاب في الفترة من 5 أغسطس 1980 إلى 1 نوفمبر 1981 في مدينة فينيا ديل مار. تم إعدامهم رميا بالرصاص في عام 1985، وأصبحوا آخر من أعدموا في تشيلي. |
| يفغيني ناغورني وسيرجي ستافيتسكي             | روسيا                      | 1998              | 10          |                   | قتل عملاء بسيارات باهظة الثمن في حافلاتهم لبيعها ؛ حكم عليه بالسجن مدى الحياة. |
| تحت الأرض الاشتراكية الوطنية                | ألمانيا                    | 2000 إلى 2007     | 10          |                   | النازيين الجدد المجموعة التي قتلت 10 الأتراك العرقيون في ال جرائم القتل التسلسلي في البوسفورمن عام 2000 إلى عام 2007. وكان معظم الضحايا من أصحاب الأعمال التجارية الصغيرة الذين قتلوا في وضح النهار برصاصة في الوجه. انتحر اثنان من المشتبه بهم وثالث، Beate Zschäpe، ألقي القبض عليه في 2011. |
| Tadeusz Grzesik وعصابة البيروقراطيين        | بولندا                     | 1991 إلى 2007     | 8           | 20+               | سرق وقتل الناس في عدة مقاطعات بولندية، معظمهم من أصحاب مكاتب الصرافة. |
| إدغار ألفاريز كروز وفرانسيسكو غرانادوس      | المكسيك                    | 1993 إلى 2003     | 8-10        | 14+               | خطفوا، وخدروا، واغتصبوا ثم قتلوا النساء في حقول القطن. |
| المتمردون سيوداد خواريز                     | المكسيك                    | 1995 إلى 1996     | 8           | 10-14             | عصابة من القتلة المتسللين بقيادة سيرجيو أرمينداريز دياز وخوان كونتريراس جورادو، الذين قتلوا النساء في سيوداد خواريز ؛ ادعى العمل لعبد اللطيف شريف. |
| القتل العبادة عائلة مانسون                  | الولايات المتحدة الأمريكية | من 1967 إلى 1969  | 7           | 7                 | عبادة صحراء كاليفورنيا شكلت من قبل تشارلز مانسون في عام 1967، ارتكبت "عائلة مانسون" سلسلة من جرائم القتل باسم الترويج لهدف مانسون في التسبب في حرب السباق أنه دعا هيلتر سكيلتر. |
| راي وفاي كوبلاند                            | الولايات المتحدة الأمريكية | 1986 إلى 1989     | 5           | 12                | حكم على أكبر زوجين بالإعدام في الولايات المتحدة في سن 75 و 69 ؛ أدين بقتل خمسة رجال. كان أسلوب العمل هو استئجار دريجات غير ماهرين كعمال مزارع وقتلهم في وقت لاحق. |
| إيان برادي وميرا هيندلي                     | المملكة المتحدة            | 1963 إلى 1965     | 5           | 12                | مسؤول عن "جرائم قتل المور": اختطفوا واغتصبوا وعذبوا وقتلوا خمسة أطفال على الأقل في منطقة مانشستر قبل دفن ضحاياهم في سادلورث موركجزء من تجربة "تجربة وجودية". اجتذبت القضية الكثير من التغطية الإعلامية بعد فترة طويلة من الحكم على الاثنين ، خاصة في المملكة المتحدة ، حيث سعت هندلي إلى إطلاق سراح من السجن من الثمانينيات ولكن تم رفضه وتوفي في السجن. تم تحديد خمسة ضحايا على الرغم من أن برادي ادعى بشكل دوري أن هناك ما يصل إلى اثني عشر. |
| ال صائدي الجلد                              | بولندا                     | 2002 وما قبله     | 5           | مجهول             | طاقم المستشفى الذي قتل المرضى من أجل الحصول على رشاوى من منازل الجنازة القريبة. أدين طبيبين واثنين من المساعدين الطبيين بقتل خمسة مرضى ، لكن التحقيق مستمر ، مع وجود أكثر من 40 مشتبهاً به. |
| لورين هيرتسوغ وويزلي شيرمانتين              | الولايات المتحدة الأمريكية | 1984 إلى 1999     | 4           | 19+               | معروفان ب "القتلة غريبي السرعة"؛ أدين ثنائي كاليفورنيا في البداية بأربع جرائم قتل من 1984 إلى 1999. |
| ريمون فرنانديز ومارثا بيك                   | الولايات المتحدة الأمريكية | 1947 إلى 1949     | 3           | 20                | معروفان ب "قتلة القلوب الوحيدة"، فرنانديز وبيك ابتزا النساء التي التقى بهن فرنانديز من خلال إعلانات "قلوب وحيدة". تم القبض على كلاهما في ميشيغان في عام 1949 بتهمة قتل امرأة وابنتها البالغة من العمر عامين، لكن سلطات ميشيغان تنازلت عن الملاحقة وسلمت الزوجين إلى نيويورك لمحاكمتهما بتهمة القتل التي وقعت هناك لأن نيويورك كانت لديها عقوبة الإعدام بينما ميشيغان لم يكن لديها. أدينوا بهذا القتل وأعدموا في عام 1951.                      |
| وحوش الشيطان                                | إيطاليا                    | 1998 إلى 2004     | 3           | 18                | أعضاء الطائفة المسؤولة عن جرائم القتل الطقسي ، ويشتبه في حالات أخرى ، بما في ذلك الانتحار. |

## القضايا المتنازع عليها
| اسم                   | بلد                             | سنوات النشاط       | ثبت الضحايا | الضحايا المحتملين | ملاحظات |
| ايفوموكو باكوسوبا     | بوروندي                         | الأربعينات         | 67          |                   | اعترف بقتل 67 طفلاً بخنقهم بملاءة. ثن انتحر " عمل ربما في أواخر الأربعينيات أو أوائل الخمسينيات". نظرًا لأن المعلومات حول هذا القاتل المتسلسل تم الكشف عنها فقط من قبل ضابط شرطة في 2018 خلال محادثة مع كاتب برازيلي، ولا توجد معلومات عن إدانته، فإنه التأكيد على أنه قاتل متسلسل عليه جدال. |
| برونو لودكي           | الرايخ الألماني ألمانيا النازية | 1928 إلى 1943      | 51          | 86                | معاق ذهنيا، ألقي القبض عليه بعد اكتشافه مع جثة. أعلنت الشرطة أنه مجنون وسجنه في مستشفى للأمراض النفسية حيث توفي. والدليل الوحيد الذي يربطه بالجرائم هو اعتراف ربما تم أخذه تحت التعذيب. |
| سفاح "طريق الدموع"    | كندا                            | 1969 إلى 2018؟     | 18          | 83                | كان جميع الضحايا من الشابات وكان آخر مرة شوهدت فيه بالطريق السريع 16 في كولومبيا البريطانية. إذا كانوا جميعًا ضحايا لنفس الشخص، فسيكون واحدًا من أكثر القتلة المتسللين كفاءة في كندا ولديه أطول سيرة مهنية في العالم. وقد تم ربط بعض جرائم القتل بمجرم أمريكي بوبي جاك فاولر، على الرغم من أنه كان في السجن في الوقت الذي ارتكب فيه باقي الجرائم. |
| جيرالد ستانو          | الولايات المتحدة الأمريكية      | 1969 إلى 1980      | 22+         | 41                | اعترف بقتل 41 امرأة معظمهن في فلوريدا ونيوجيرسي. بعض الجدل يحيط بالقضية واصفينه بالمعترف المتسلسل. |
| أورلاندو سابينو       | البرازيل                        | 1966؟ - 1971؟      | 12          |                   | يشتبه في قتله ل 12 شخصا في ميناس جيرايس وغوياسو، كذلك تشويه العديد من الحيوانات؛ حكم عليه بالسجن لمدة 38 سنة وتوفي من نوبة قلبية في عام 2013. وهناك العديد من النظريات حول مسؤولية الديكتاتورية العسكرية في البرازيل، التي ارتكبت جرائم القتل لأسباب سياسية. |
| بيدرو روزا دا كونسيكو | البرازيل                        | 1904 إلى 1911، ؟؟؟ | 3           | 17                | قاتل جماعي برازيلي قتل ثلاثة أشخاص وجرح 13 آخرين في 22 أبريل 1904. قتل زميله في الزنزانة وحارس في عام 1911، ويقال أنه قتل عائلة من اثني عشر شخصًا في تاريخ وسنة غير محددين. توفي في عام 1919. لم يتم التحقق من جرائم قتل العائلة. |
| هنري لي لوكاس         | الولايات المتحدة الأمريكية      | 1960 إلى 1983      | 3           | 3000+             | اعترف بقتل ما لا يقل عن 600 شخص ولكن تراجع في وقت لاحق ويشتبه في أنه يكذب حول غالبية جرائم القتل. عرض في الأصل قائمة من 77 امرأة من 19 ولاية مختلفة ، ولكن عندما اعترف بمزيد من جرائم القتل ، أصبحت التفاصيل أكثر غرابة بشكل متزايد. تضمنت بعضها تقطيع أوصال أو تجعد أو حتى أكل لحوم البشر. ربط القانون بين لوكاس وأوتيس تولإلى 81 جريمة قتل فقط. أدين 11 جرائم القتل. العدد الحقيقي لعمليات القتل التي ارتكبها لوكاس غير معروف ، ولكن من المحتمل أن لوكاس لم يكن قاتلاً متسلسلاً بشكل كبير كما ادعى في البداية ، حيث أن معظم اعترافاته بالقتل قد فقدت مصداقيتها تمامًا ، وادعى هو نفسه جريمة قتل واحدة فقط - أن والدته. |
| تشارلز كوانساه        | غانا                            | 1993 إلى 2001      | 8           | 34                | كوانساه ، الذي كان في السجن بتهمة الاغتصاب مرتين ، تم احتجازه كمشتبه به في وفاة 34 امرأة في جميع أنحاء البلاد ، بما في ذلك صديقته التي خنقت عام 2000، واعترفت في نهاية المطاف بثماني جرائم قتل. ونفى في وقت لاحق عمليات القتل ، مدعيا أن الاعترافات انتُزعت تحت التعذيب ، وأن الشرطة حاولت أيضا دون جدوى إرغامه على تورط عدد من السياسيين بمن فيهم الرئيس السابق جيري رولينجز، زوجته نانا كونادو أغيمان وعضو مجهول من الرئيس جون كوفورإدارة. |
| أوتيس تول             | الولايات المتحدة الأمريكية      | 1980 إلى 1983      | 7           | 100-125           | أدين في البداية بثلاث تهم بالقتل ، وأقر لاحقًا بأنه مذنب بارتكاب أربع جرائم قتل أخرى قبل أن يموت في السجن. شريك في وقت ما من القاتل المتسلسل المدان هنري لي لوكاس، اعترف تول- وتراجع عدة مرات- بأكثر من 100 تهمة بالقتل والاغتصاب والحرق العمد وأكل لحوم البشر ، وكان المشتبه به في عدة جرائم قتل أخرى لم يتم حلها. في عام 2008، أعلنت الشرطة أنها حددت توول بأنه القاتل المحتمل لـ آدم والش، وسيتم إغلاق القضية نتيجة لذلك. |
| واين ويليامز          | الولايات المتحدة الأمريكية      | 1979 إلى 1981      | 2           | 24-31             | يعتقد أنه ارتكب جرائم القتل في أتلانتا من 1979-1981. بعد إدانته بجريمتي قتل وحكم عليه بالسجن مدى الحياة ، أغلقت السلطات 22 جريمة قتل أخرى لم تُحل ، معلنة أن وليامز كان الجاني. حافظ ويليامز على براءته وأعيد فتح القضية في عام 2005. |
| جو بول                | الولايات المتحدة الأمريكية      | 1937 إلى 1938      | 2           | 20                | المعروف باسم "جزار إلمندروف"، و "الرجل التمساح" بسبب التمساح في حفرة كانت لديه في الجزء الخلفي من منزله حيث كان يسلي العملاء من خلال إلقاء الحيوانات الحية على الزواحف. قتل بول اثنين، لكنه أطلق النار على نفسه عندما جاءت الشرطة لاستجوابه ولم يتم القبض عليه أو استجوابه. الصحافة الصفراء بالغت مدعية أنه قتل ما يصل إلى 20 امرأة وأطعمها للتماسيح، ولكن هذا لم يثبت أبدًا وقرر بعض أقارب بول مقاضاة هذه المنشورات. حققت الشرطة في حوالي فقدان 12 امرأة عملت في مكان بول وكانوا مفقودات وقت انتحاره. تم العثور على بعضهم أحياء، ولكن لا يمكن محاسبة الآخرين.                                                         |
| عبد اللطيف شريف       | المكسيك                         | 1995               | 1           | 18-20             | الكيميائي المصري، بعد الهجرة إلى الولايات المتحدة الأمريكية في السبعينيات، قضى شريف 14 عامًا في السجن لعدة عمليات اغتصاب لكنه فر إلى المكسيك عندما كان على وشك الترحيل إلى وطنه. هناك، اتهم ب 20 تهمة قتل إناث في سيوداد خواريز ولكنه أدين بالسجن ب 30 سنة فقط، حيث توفي لأسباب طبيعية في عام 2006. مع استمرار ارتفاع معدل جرائم قتل الإناث حتى يومنا هذا في سيوداد خواريز، زعم أن شريف استخدم ككبش فداء من قبل الشرطة المكسيكية. |
| دايسوكي موري          | اليابان                         | 2000 وما قبله      | 1           | 11+               | ممرضة حُكم عليها بالسجن مدى الحياة في جريمة قتل واحدة ولكن يُشتبه في أنها قتلت 10 آخرين على الأقل. ربما اعترف ببعض جرائم القتل من أجل حماية الآخرين. |
| بيفان سبنسر فون إينيم | أستراليا                        | 1979؟ حتى 1983     | 1           | 10                | اعتقل لثلاثة وأدين بأحد "جرائم الأسرة"، حيث تم تخدير أربعة مراهقين وشاب بالغ ، جميعهم من الذكور ، واختطافهم واغتصابهم وتشويههم لعدة أسابيع قبل أن يتم التخلي عن جثثهم في الريف بالقرب أديليد. اعتقدت الشرطة أن فون إينيم كان له عدة شركاء ، ولم يتم التعرف على أي منهم أو احتجازه علنا ، وفي وقت محاكمته أفيد على نطاق واسع أن جرائم القتل ارتكبتها مجموعة من أربعة إلى 12 رجلاً أستراليًا بارزًا ؛ زعم فون إينيم نفسه أنه ضحية مؤامرة. كما اعتبر مشتبهاً به في اختفاء فتاتين قرب أديلايد البيضاوي في عام 1973 وشخصية رفيعة المستوى اختفاء الأطفال بومونت عام 1966.                                                       |
| إدغار ماتوباتو        | الفلبين                         | 1988 إلى 2013      | 0           | المئات            | قاتل اعترف ذاتيا وقاتل متسلسل يدعي أنه قتل الناس كجزء من فرقة الموت دافاو؛ لقد تم الطعن في صحة ادعاءاته. |
| جون بودكين آدامز      | المملكة المتحدة                 | 1946 إلى 1956      | 0           | 163               | تمت تبرئته في محاكمة غير عادية للغاية في عام 1957 بتهمة القتل ولكن ثبتت إدانته لاحقًا بتهمة الاحتيال. تشير أدلة الأرشيف إلى أنه كان قاتلًا بالتأكيد ، لكن ملاحقته القضائية كانت فاشلة لأسباب سياسية. |
| الرجل من القطار       | الولايات المتحدة الأمريكية      | 1898 إلى 1912      | 0           | 40-100 +          | قتلت عائلات بأكملها في نومها ، قادمة ومغادرة بالقطار. اكتشف الوجود (والهوية المحتملة ولكن غير المؤكدة) بعد أكثر من 100 عام من جرائم القتل ، من خلال تحليل السجلات المعاصرة ، مما يدل على طريقة عمل شائعة بشكل ملحوظ للعديد من جرائم القتل التي لم تكن متصلة سابقًا. |
| ديفيد باركر راي       | الولايات المتحدة الأمريكية      | 1950 إلى 1999      | 0           | 60                | قاتل بالتعذيب وربما ساعده العديد من المتواطئين، بما في ذلك صديقته. أدين بمحاولة قتل ثلاثة ضحايا ويشتبه في أنه قتل 60، على الرغم من عدم العثور على جثث. يُعرف باسم "سفاح صندوق الألعاب" للمنزل المتنقل الذي استخدمه في اغتصاب وتعذيب وقتل النساء. |
| مبتسم الوجه القاتل    | الولايات المتحدة الأمريكية      | من 1990 إلى 2000   | 0           | 40+               | قاتل متسلل نظري (قاتل) يعتقد بعض المصادر أنه غرق شبان في سن الكلية في الجزء الشمالي من البلاد منذ عام 1997 ؛ يقترح معظم الخبراء أن الوفيات كانت عرضية. |
| ماري بيسنارد          | فرنسا                           | 1927 إلى 1949      | 0           | 13                | متهم بقتل 13 من أقاربه بالزرنيخ ، وجميعهم كان بيسنارد وريثهم الوحيد المعين ، ولكن تمت تبرئته من جميع التهم بعد ثلاث محاكمات رفيعة المستوى استمرت عقدًا من الزمان. |

* ثبت أن الضحايا هم الضحايا الذين حوكم على أثرهم القاتل المتسلسل، وأوضحهم القاتل في اعتراف مفصل، أو الضحايا الذين يتفق معظم العلماء على هم.